# Tystberga-Bälinge församling
Tystberga-Bälinge församling var en församling i Strängnäs stift och i Nyköpings kommun i Södermanlands län. Församlingen uppgick 2002 i Tystbergabygdens församling.

## Administrativ historik
Församlingen bildades den 1 januari 1998 genom sammanslagning av Tystberga församling och Bälinge församling. Den var därefter till 2002 moderförsamling i pastoratet Tystberga-Bälinge och Lästringe.  Församlingen uppgick 2002 i Tystbergabygdens församling.

## Kyrkor
- Tystberga kyrka
- Bälinge kyrka